# لارنتة مكسيكية
لارنتة مكسيكية (الاسم العلمي:Larentia mexicana) هي نوع من النباتات تتبع جنس اللارنتة من الفصيلة السوسنية.